# Dirphya dimidiaticornis
Dirphya dimidiaticornis là một loài bọ cánh cứng trong họ Cerambycidae.